# Иновроцлавский повет
Иновро́цлавский пове́т (пол. Powiat inowrocławski) — повет (район) в Польше, входит как административная единица в Куявско-Поморское воеводство. Центр повета — город Иновроцлав. Занимает площадь 1224,94 км². Население — 162 545 человек (на 31 декабря 2015 года).

## Административное деление
- города: Иновроцлав, Гневково, Яниково, Крушвица, Пакость
- городские гмины: Иновроцлав
- городско-сельские гмины: Гмина Гневково, Гмина Яниково, Гмина Крушвица, Гмина Пакость
- сельские гмины: Гмина Домброва-Бискупя, Гмина Иновроцлав, Гмина Роево, Гмина Злотники-Куявске

## Демография
Население повета дано на 31 декабря 2015 года.
| Перепись            | Всего   | Мужчины | Женщины |
| ------------------- | ------- | ------- | ------- |
| Всего               | 162 545 | 78 858  | 83 687  |
| Городское население | 105 247 | 50 129  | 55 118  |
| Сельское население  | 57 498  | 28 729  | 28 569  |